# WAN-IFRA
Die WAN-IFRA (englisch World Association of Newspapers and News Publishers) ist der Weltverband der Zeitungen und Nachrichtenmedien. WAN-IFRA ist ein im Handelsregister eingetragener, gemeinnütziger Verein im Sinne des Artikel 60 ff. des Schweizerischen Zivilgesetzbuches. Der Verband hat als Nichtregierungsorganisation Beraterstatus bei den Vereinten Nationen, der UNESCO und dem Europarat. WAN-IFRA vertritt die Belange von 79 nationalen Zeitungsverbänden aus aller Welt sowie über 3.000 Unternehmen aus mehr als 120 Ländern, die zusammen mehr als 15.000 Zeitungen und 18.000 Nachrichten-Websites repräsentieren.

## Geschichte
1948 wurde von Überlebenden der französischen und niederländischen Untergrundpresse der internationale Verband der Zeitungsredakteure FIEJ (französisch Fédération Internationale des Editeurs de Journaux) mit Sitz in Paris, Frankreich gegründet, um so für das Überleben einer weltweiten freien Presse zu kämpfen. Später wurde sie in WAN (englisch World Association of Newspapers), den Weltverband der Zeitungen, umbenannt.
1961 gründeten mit der in Zug, Schweiz sitzenden INCA (englisch International Newspaper Colour Association) belgische, deutsche und britische Verleger, mit Unterstützung der FIEJ, eine Organisation, die Zeitungen beim verstärkten Einsatz des Farbdrucks in der Zeitungsproduktion unterstützen sollte. Die Zentrale befand sich ab 1966 in Darmstadt. 1971 wurde aufgrund der Zusammenarbeit mit der FIEJ aus der INCA die INCA FIEJ Research Association, die Forschungs- und Serviceorganisation für die Zeitungsindustrie. Sie bestand als separate Organisation neben der FIEJ. Die Umbenennung in IFRA (englisches Akronym für „INCA FIEJ Research Association“) erfolgte 2000.
2009 entstand nach über fünfjährigen Gesprächen durch Zusammenschluss der beiden internationalen Fachverbände WAN und INCA FIEJ Research Association die heutige WAN-IFRA mit Zentralen in Paris und in Darmstadt, sowie mehreren internationalen Niederlassungen. Von diesen sind 2013, nach vorangegangenen Schließungen, noch die in Singapur und in Chennai, Indien verblieben. Zeitweilig wurden am deutschen Standort auch zusätzliche Kapitalgesellschaften unterhalten.
2014 kam es im Rahmen einer Restrukturierung zur Verlegung der deutschen Zentrale nach Frankfurt am Main. Im Zuge dessen wurde die Immobilie in Darmstadt verkauft und die dort ansässige Belegschaft halbiert. In dieser Phase entfiel auch die Funktion des CFO, des dritten zeichnungsberechtigten, hauptamtlichen Geschäftsleitungsmitgliedes. Die Arbeitnehmer an der deutschen Zentrale sind seit dieser Zeit in einem Betriebsrat organisiert.

## Struktur
Zwischen den Zentralen Frankfurt am Main und Paris wird durch die Bezeichnungen WAN-IFRA CH und WAN-IFRA FR unterschieden.
WAN-IFRA wird von einem aus Vertretern nationaler Verbände und Entscheidungsträgern von Medienunternehmen besetzten Board gesteuert. Ein Teil der Board-Mitglieder bildet das mit zentraler Leitungsfunktion ausgestattete Executive Committee an deren Spitze sich der President befindet.
Unterstützung und Beratung erhält das Board durch das Advisory Council als Vertretung der Zulieferindustrie sowie mehrere technische, regionale und internationale Komitees der Mitglieder.
Die hauptamtliche Leitung wird durch ein Management gebildet an dessen Spitze der CEO steht.

## Veranstaltungen
Der Verband veranstaltet neben mehreren internationalen Konferenzen auch die Messen IFRA World Publishing Expo und DCX Digital Content Expo sowie den World Newspaper Congress. Die Expos finden jährlich im Herbst in Berlin statt (ehemals an wechselnden internationalen Standorten). Der Kongress wird gemeinsam mit dem World Editors Forum und dem World Advertising Forum jährlich vor Sommerbeginn an wechselnden internationalen Standorten ausgetragen.

## Preise

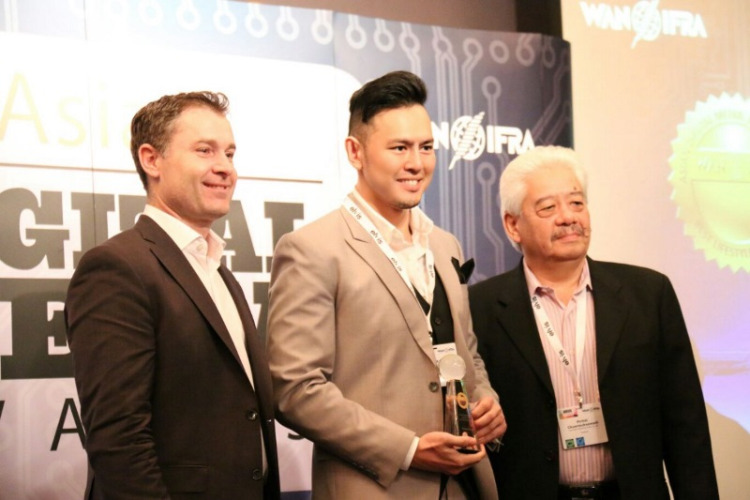
Asian Digital Media Awards 2015

Der Verband verleiht regelmäßig Preise und Auszeichnungen, darunter der Golden Pen of Freedom Award. Ferner betreibt er den International Newspaper Color Quality Club.